# Amdang
Il popolo Andang (Amdang) è una minoranza etnica del Ciad e del Sudan. 
Gli Andang sono circa 41.000, la maggioranza pratica la religione Musulmana. 
La maggior parte degli Andang vivono nella Regione di Wadi Fira in Ciad, nella prefettura di Biltine.
La lingua storica degli Andang è la Lingua amdang o Mima. Però, visto che parecchi sono ormai arabizzati, anche l'arabo è assai diffuso.